# Glorieta de los Insurgentes (estación)
Glorieta de los Insurgentes, o sencillamente Insurgentes, es una de las estaciones que forman parte del Metrobús de la Ciudad de México; se ubica al centro de la Ciudad de México, en la alcaldía de Cuauhtémoc. Fue inaugurada el 19 de junio de 2005.

## Información general
El ícono representa la campana de Dolores que fue tocada para dar comienzo a la guerra de independencia en 1810, la lucha del ejército insurgente, de donde la calle y la glorieta toman su nombre.
Llamada popularmente Insurgentes, esta avenida tiene sus orígenes a principio de los años 1900. En aquel entonces se le llamó Vía del Centenario y unía al centro histórico con el sur de la ciudad. Durante el gobierno del presidente Miguel Alemán Valdés esta avenida recibió su actual nombre en honor al Ejército Insurgente, quienes jugaron un papel fundamental en la guerra de independencia. En esta misma época se extendió hacia el norte, pues llevaba el nombre de "Ramón Guzmán" desde el Paseo de la Reforma hasta Buenavista, donde terminaba abruptamente, pues se topaba con la antigua estación de trenes, misma que fue derrumbada y reconstruida aproximadamente 1 km para dar paso a la avenida.
En 1969, por la inauguración de la línea 1 del metro se construyó un paso a desnivel de la avenida Chapultepec y una amplia glorieta con una zona peatonal en su interior, para acceso a la estación del metro, con una serie de pasos subterráneos para acceso desde todas las calles circundantes.

### Conexiones
- Ruta EcoBus de la RTP
- Ruta de Microbuses
- Línea 1 del Sistema de Transporte Colectivo de la Ciudad de México

## Sitios de interés
- Glorieta de los Insurgentes
- Edificio de la Secretaría de Seguridad ciudadana
- Zona rosa